# Формиат кадмия
Формиат кадмия — химическое соединение,
соль кадмия и муравьиной кислоты с формулой Cd(HCO2)2,
бесцветные кристаллы,
растворяется в воде,
образует кристаллогидраты. Высокотоксичен.

## Физические свойства
Формиат кадмия образует бесцветные кристаллы
ромбической сингонии.
Растворяется в воде.
Образует кристаллогидрат состава Cd(HCO2)2•2H2O,
моноклинные кристаллы.